# الملك القرش

تنكّر (كوسبلاي) لشخصيتي كينغ شارك وسكيركرو من عالم دي سي (DC).

الملك القرش هو شخصية خيالية في دي سي كومكس، ظهرت لأول مرة في 1994.